# Jägerkaserne (Arnsberg)
Die Jägerkaserne war eine Kaserne in Arnsberg, Nordrhein-Westfalen. Sie wurde ab 1935 erbaut und erhielt nach der Einweihung den Namen „Jägerkaserne“. Die Kaserne befand sich im Stadtteil Alt Arnsberg am südlichen Siedlungsrand der Stadt.

## Geschichte
Die Kaserne wurde für Infanterietruppen der Wehrmacht errichtet. Der Bildhauer Hubert Nietsch schuf für die Kasernenanlagen 1937 einen zwei Meter großen knienden Bogenschützen im Anschlag.
Nach dem Zweiten Weltkrieg bezogen, nachdem unmittelbar nach dem Krieg US-Streitkräfte die Gebäude genutzt hatten, 1946 die Belgischen Streitkräfte in Deutschland die Kaserne und benannten sie „Quartier Reigersvliet“.
Am 9. September 1974 stürzte nach einem Tornado eine Kraftfahrzeughalle der Jägerkaserne ein. Hierbei wurde eine Person getötet und eine weitere verletzt.
Nach Abzug der belgischen Streitkräfte im Jahre 1994 erstellte die Stadt Arnsberg 1995 einen städtebaulichen Rahmenplan in dessen Folge 2001 ein Flächennutzungsplan für Wohnbebauung entstand.
Kurz vor dem Abriss der Kasernengebäude wurde in der Nacht zum 8. Mai 2000 die etwa 50 Zentimeter hohe Glocke, die Teil der beleuchteten Außenuhr an der Westseite des Stabsgebäudes war, gestohlen. Die Glocke wurde zuvor dem Arnsberger Heimatbund übereignet. Vier Monate nach dem Diebstahl wurde sie in den Wiesen an der Ruhr (Fluss) wiedergefunden und am 16. November 2008 auf dem Neuen Eichholzfriedhof aufgestellt.
Im Jahr 2011 waren etwa 80 % des ehemaligen etwa 18 Hektar großen Kasernengeländes mit Wohngebäuden, vornehmlich Einfamilienhäusern bebaut. Im Frühjahr 2013 standen von den rund 220 Bauplätzen nur noch 6 Einzelgrundstücke zum Verkauf.

## Ehemalige Dienststellen der Wehrmacht 1937–1945
- Teile der Infanterieregimenter 60 und 64
- verschiedene Landesschützenbataillone
- Sanitäts-Staffel
- Heeresfachschule
- verschiedene Ersatzbataillone
- Pionier-Festungs-Bataillon Arnsberg

## Ehemalige Dienststellen der belgischen Streitkräfte 1946 – 1994
- 1946–1964: ?
- 1964–1994: 4e Régiment de Chasseurs à Cheval[3]